# Higuerote
Higuerote – miasto w Wenezueli, w stanie Miranda.